# Фейдон Маттейоу
Федон Матфеу (грец. Φαίδων Ματθαίου; 12 липня 1924, Салоніки — 17 вересня 2011, там же)) — грецький баскетболіст і баскетбольний тренер, який виступав на позиції центрового і розігруючого захисника під номером 1 протягом своєї кар'єри. Як баскетболіст виступав за збірну Греції на Олімпіаді в Гельсінкі, як весляр виступав за команду Греції з академічної греблі на Олімпіаді в Лондоні. Критиками називається «Патріархом грецької баскетболу».

## Кар'єра гравця
Федон — син президента клубу «Аріс» Мантоса Матфеу, загиблого в 1941 році під час авіанальоту італійських ВПС на Салоніки, що сталося під час італо-грецької війни. Він почав кар'єру баскетболіста в 1945 році, виступаючи за батьківський клуб «Аріс», а в 1949 році перейшов до «Панатінаїкоса». У складі цього клубу він тричі виграв чемпіонат Греції, виступив на Міжнародному кубку (попередника Євроліги) в 1955 році і став не лише найкращим бомбардиром клубу, а й MVP турніру. У 1955 році Медон Матфеу виступав за команди «Паніоніос» і афінський «Спортинг», пізніше перейшов до італійського «Варезе». Завершив кар'єру гравця в рідному «Арісі» в 1957 році.
За збірну Греції Матфеу провів 44 матчі, набравши 539 очок (в середньому по 12,25 за гру). Він провів першу офіційну гру в історії збірної Греції на чемпіонаті Європи з баскетболу 1949 року: він набрав 66 очок, ставши найкращим бомбардиром команди, і завоював бронзову медаль. Пізніше він грав на чемпіонаті Європи 1951 року, Олімпіаді 1952 року і Середземноморських іграх 1955 року (бронзова медаль).

## Кар'єра тренера
Після закінчення кар'єри гравця Федон Матфеу став тренером. Він керував збірною Греції на чемпіонатах Європи 1961, 1965 і 1969 років. Тренував команди Грецької Суперліги: «Олімпіакос», АЕК, ПАОК і «Перістері». Також тренував італійські «Шторм Варезе» й «Віртус Аурелія». У 1970 та 1973 роках керував збірною Європи в матчах зірок ФІБА. З «Олімпіакосом» виграв чемпіонат і Кубок Греції в 1976 році, з ПАОК — Кубок Греції в 1984 році.

## Досягнення

### Гравця
- Чемпіон Греції: 1950, 1951, 1954
- Найкращий бомбардир Міжнародного кубка Viareggio: 1955
- MVP Міжнародного кубка Viareggio: 1955
- Бронзовий призер чемпіонату Європи: 1949
- Бронзовий призер Середземноморських ігор: 1955

### Тренера
- Чемпіон Греції: 1976
- Переможець Кубка Греції: 1976, 1984
- Тренер збірної Європи на матчі всіх зірок ФІБА: 1970, 1973